# Rodamco Europe
Rodamco Europe N.V. — нидерландская компания. Штаб-квартира — в Роттердаме.
Основана в 1979 в составе Robeco Group.
По данным Reuters на 30 ноября 2006, основными акционерами компании являются фонды PGGM (24,51 %) и ABP (11,46 %). Около 75 % акций находится в свободном обращении. Капитализация на декабрь 2006 — $11,33 млрд.
Главный управляющий — Маартен Хулсхофф (Maarten J. Hulshoff).

## Деятельность
Rodamco Europe специализируется на инвестициях и управлении недвижимостью. Портфель компании насчитывает около 800 торговых центров, офисов и складов общей стоимостью около $10 млрд в Испании, Нидерландах, Франции, Бельгии и странах Центральной Европы.
Чистая прибыль в 2005 — 1,28 млрд евро ($1,52 млрд).

### Rodamco Europe в России
В декабре 2006 Rodamco Europe стала владельцем 50 % площадей строящегося в Москве на Ленинградском шоссе одного из крупнейших в стране торгово-офисного комплекса «Метрополис». Общая площадь комплекса составит около 330 000 м2, совокупный объём инвестиций оценивается более чем в $300 млн.